# Fabre d'Églantine

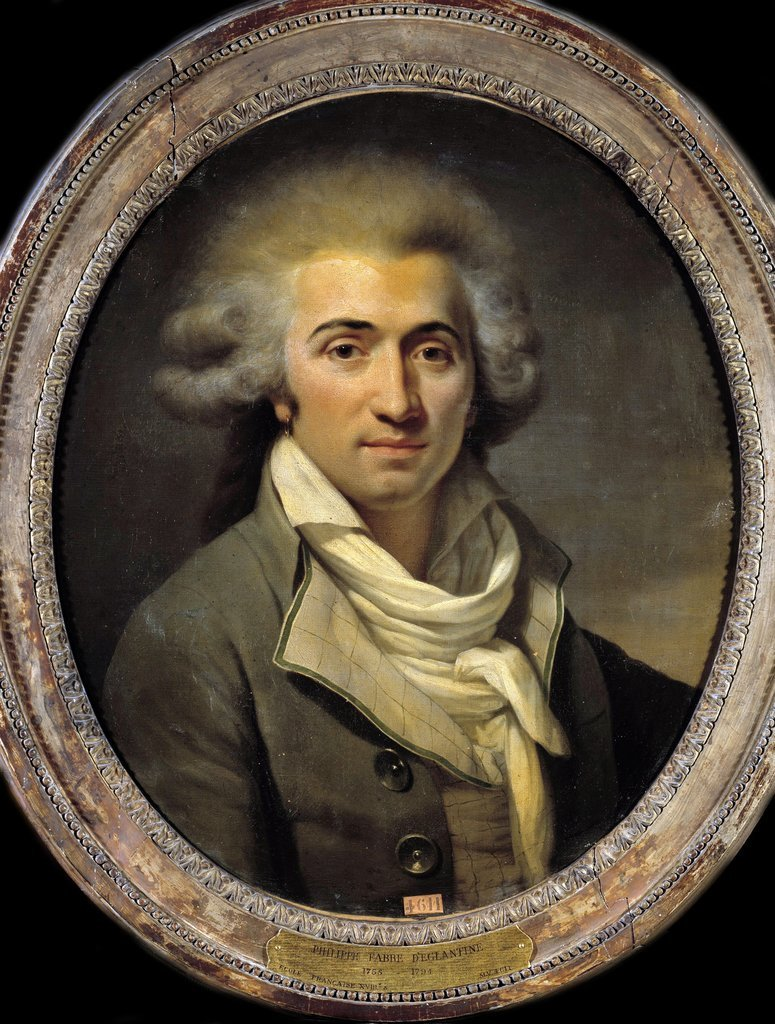
Fabre d’Églantine.

Philippe-François-Nazaire Fabre, kallad Fabre d'Églantine, född 29 juli 1750, död 5 april 1794, var en fransk politiker.
Fabre var ursprungligen skådespelare och lustspelsförfattare, men anslöt sig till revolutionen och kretsen kring Danton. År 1792 var han medlem av konventet, där han särskilt gjorde sig känd för den iver, men vilken han verkade för införandet av revolutionskalendern. Han blev 1794 tillsammans med François Chabot och andra anklagad för underslev och, trots att han förmodligen var oskyldig, dömd till döden och avrättad.